# L'ultimo dei Vikinghi
L'ultimo dei Vikinghi, a volte conosciuto anche con il titolo de L'ultimo dei Vichingo, è un film del 1961 diretto da Giacomo Gentilomo e interpretato da Cameron Mitchell, Edmund Purdom e Isabelle Corey. È ispirato, in maniera molto romanzata, alla storia di Harald Hardrada di Norvegia.

## Trama
Ottavo secolo dopo Cristo: Harald e suo fratello Guntar tornano in Norvegia dopo una scorreria nel Mare del Nord durata tre anni, con la nave carica di bottino e prigionieri. Attraccati in patria, trovano il loro villaggio distrutto e vengono informati che il loro padre Sigurd è stato assassinato dal subdolo Sveno, il quale si è proclamato "Re di Norvegia" e opprime il popolo con il pugno di ferro. Harald chiama dunque a raccolta i capi dei clan Vichinghi affinché radunino la loro gente e si preparino alla guerra contro l'usurpatore: riconosciuto quale nuovo capo dei Vichinghi, Harald giura che si prenderà la propria vendetta su Sveno e proclama una faida contro la sua famiglia; Harkon, ambizioso cugino di Sigurd, lo sostiene malvolentieri e, sobillato dalla moglie, comincia a tramare per provocare la morte di Harald.
Mentre i Vichinghi si preparano alla guerra la notizia del ritorno di Harald giunge al castello di Sveno, il quale sta attendendo con impazienza degli ambasciatori danesi per stipulare un'alleanza con il Re di Danimarca e rafforzare così il suo potere, offrendo come pegno di alleanza la mano di sua cugina Hilda. Fuori di sé, il tiranno invia un esercito contro i Vichinghi al comando del suo capitano Harlan, desideroso di mostrare la propria lealtà a Sveno, nonostante il suo consigliere Simon lo esorti invece a risparmiare le truppe e attendere la venuta degli ambasciatori Danesi.
I Vichinghi tuttavia non si fanno cogliere impreparati e tendono un'imboscata all'esercito di Sveno, massacrando la maggior parte dei soldati e catturando Harlan; quest'ultimo viene affidato ad Harkon affinché lo torturi e gli strappi informazioni sui piani di Sveno: stremato dalle torture, l'uomo si lascia scappare che Sveno è in attesa di ambasciatori danesi con i quali concludere un'alleanza così da schiacciare i Vichinghi. Sebbene tale notizia diffonda inizialmente preoccupazione tra i Vichinghi, Harald riesce a trasformarla in un'opportunità: infatti, sulla rotta del ritorno, lui e la sua ciurma hanno catturato una nave con il suo equipaggio e questi risultano essere appunto gli ambasciatori danesi attesi da Sveno.
Il Capo vichingo assume dunque l'identità del Principe Ragnar di Danimarca (cugino del Re) e, assieme ad alcuni compagni travestiti, utilizza la nave degli ambasciatori per raggiungere il castello di Sveno ed infiltrarvisi, così da carpire tutte le informazioni possibili sui piani dell'usurpatore. Harald viene accolto da Sveno e dalla Principessa Hilda, la quale rimane molto colpita dall'ospite, così come anche Harald rimane folgorato dalla bellezza della fanciulla.
Mentre Harald finge di negoziare l'alleanza tra Sveno e la Danimarca, Harkon libera il vero ambasciatore affinché raggiunga il castello di Sveno facendo saltare il travestimento di Harald che verrebbe certamente ucciso dall'usurpatore, spianando così ad Harkon la strada del comando. I Vichinghi ovviamente non riescono a spiegarsi come abbia fatto il prigioniero, vecchio e legato da catene di ferro, a liberarsi e comincia a serpeggiare l'ombra del tradimento, sebbene ovviamente Harkon cerchi di sminuire il fatto e suggerisca che ormai il danese è morto nella foresta preda di bestie selvatiche; Guntar ovviamente non è soddisfatto di questa spiegazione e, da solo, si lancia all'inseguimento del prigioniero.
Mentre tutto questo accade Harald viene trattato da Sveno come un ospite di riguardo, partecipando pure ad una battuta di caccia durante la quale salva la principessa Hilda da un orso abbattendolo con un'ascia. Ciò porta i due ad avvicinarsi ed Harald comincia a riconsiderare i suoi piani di sterminare tutta la famiglia di Sveno per vendetta. Tuttavia Simon nota che tra i due potrebbe esserci qualcosa, così suggerisce di trattenere colui che lui e Sveno credono il Principe Ragnar al castello, così da preservare la verginità di Hilda e salvaguardare l'alleanza che credono di aver stipulato con la Danimarca, in attesa dell'arrivo delle truppe danesi.
Harald accetta il compromesso, ordinando ai suoi compagni di raggiungere il campo dei Vichinghi con la principessa e attendere il suo arrivo, fiducioso di riuscire a fuggire dal castello. Il vichingo è ignaro che suo fratello Guntar è stato catturato dai soldati di Sveno ed è stato portato nelle segrete del castello e torturato. Frattanto Guthrum, l'ambasciatore danese liberato da Harkon, è riuscito a raggiungere il castello di Sveno e a rivelare l'inganno, così il capo vichingo si trova addosso tutta la guarnigione del castello, ma riesce comunque a raggiungere la cella di Guntar e a liberarlo, per poi optare per una fuga disperata lanciandosi in mare.
Mentre tutto ciò accade, al campo dei Vichinghi Harkon dichiara che ormai Harald è morto e non può più guidare il suo popolo e si proclama nuovo capo dei vichinghi, provvedendo ad imprigionare gli amici di Harald. Mentre i Vichinghi stanno per acclamare Harkon, Harald si presenta all'assemblea con appresso il cadavere di Guntar e rivela a tutti il tradimento di Harkon, chiedendo una spada affinché venga pagato il prezzo del sangue; vistosi perduto, Harkon sguaina la spada e si getta contro Harald, ma viene da questi facilmente ucciso.
Dopo il funerale di Guntar, Harald dichiara il proprio amore ad Hilda, promettendole di sposarla una volta avuta la propria vendetta contro Sveno, e la Principessa dimostra di ricambiare i sentimenti dell'uomo accettando di essere sua moglie una volta finita la faida. L'usurpatore tuttavia non si dà per vinto ed invia una truppa di soldati a recuperare Hilda: questi riescono a rapire Hilda, uccidendo molte donne vichinghe, e la riportano al castello di Sveno, il quale dice alla cugina che i suoi piani non sono cambiati e che, volente o nolente, sposerà il Re di Danimarca.
Harald guida i Vichinghi contro il castello di Sveno per liberare la sua amata e fare i conti con l'assassino di suo padre. Sveno inizialmente si sente fiducioso della solidità delle proprie mura, pensando che gli uomini di Harlad non siano in grado di sostenere un assedio. Tuttavia, grazie alle competenze acquisite da Harald durante i suoi viaggi, i Vichinghi hanno costruito una grande torre d'assedio capace di lanciare tronchi infuocati dentro le mura: grazie alla loro macchina i guerrieri di Harald riescono a dilagare nel castello ormai in fiamme e a compiere una strage. Harald salva Hilda e uccide quindi Sveno con un'ascia, recuperando la spada di suo padre.
Harald, ormai dominatore della Norvegia, riprende il mare con Hilda al suo fianco.